# پزم تیاب
پُزم تیاب، روستایی در دهستان جهلیان بخش مرکزی شهرستان کنارک در استان سیستان و بلوچستان ایران است.

## معرفی
بندر صیادی پزم تیاب یکی از روستاهایی است که از توانمندی‌ها و پتانسیل‌های بالقوه گردشگری-تفریحی و اقتصادی خوبی برخوردار است و چون نگینی بر انگشتر در حاشیه خلیج عمان با ساحلی آرام و دلنشینی که توجه هر ناظر و بیننده‌ای را بخود جلب می‌کند.
روستای مذکور دارای ۲۰۴۸نفر جمعیت و با مساحت۷۴۵۸۴مترمربع در منتهی الیه جنوب کشور واقع شده‌است.
افراد محلی و مسئولان منطقه از پزم تیاب به عنوان روستایی موفق یاد می‌کنند» این روستا با بندر زیبایش نام خود را پرآوازه کرده‌است روستای پزم تیاب یکی از بنادرهای مهم جنوب کشور می‌باشد و قسمتی از پروتئین کشور از این منطقه تأمین می‌گردد. صیدوصیادی عمده شغل شریف ساحل نشینان و دریادلان منطقه پزم بوده و است که با تحمل سختی‌ها و مشکلات فراوان در جدال بر امواج سهمگین دریای عمان و اقیانوس هند به منظور کسب روزی حلال کمر همت بر بسته و در جهت رشد و شکوفائی اقتصادی و عدم وابستگی و ارز آوری هر چه بیشتر یار و یاور نظام مقدس جمهوری اسلامی می‌باشد.

## موقعیت جغرافیایی
نام پزم بر گرفته از پوزه کوه که قسمت جنوب از سمت شرق و غرب ادامه دارد. بندر پزم تیاب با مساحت۷۴۸۴۵مترمربع در منتهی الیه جنوب شرق ایران در کنار آبهای نیلگون دریای عمان واقع شده‌است این بندر از جانب شمال به دهستان جهلیان و از جانب جنوب به دریای عمان و از جانب شرق به شهرستان کنارک و از جانب مغرب به خلیج پزم محدود می‌شود.

## موقعیت نظامی بندر پزم
این بندر دارای یک پاسگاه نظامی و انتظامی دریابانی می‌باشد

## ادارات موجود در بندر
دفتر شیلات-دهیاری-دفتر حفاظت از منابع آبزیان-مخابرات-پست بانک-دفتر رئیس شورا می‌باشد

## واحدهای خدماتی بندر پزم
تعاونی خدمات روستایی-تعاونی خدمات صیادی-نانوائی-مدارس ابتدائی و راهنمائی دخترانه-مدرسه دینی-نهضت سواد آموزی-بیست مغازه خواربار فروشی-قایق سازی-تعمیرگاه موتور لنج و قایق-تعمیرگاه موتورسیکلت و خودرو-دکل تلویزیون و موبایل و مغازه خرازی می‌باشد

## کارخانجات
کنسرو تن ماهی-انجماد ماهی-یخسازی-کارخانه پودر ماهی

## جاذبه‌های گردشگری
اسکله سنگی پزم -ساحل دلنشین و بیاد ماندنی پزم-کویر نوردی-کوه‌نوردی
پیج اینستاگرام روستای هدف گردشگری پزم تیاب 
pozm_gardi@

## صنایع دستی
فقط برای برآورد نیازهای داخلی بندر می‌باشد» از جمله:سوزن دوزی و حصیربافی و توربافی می‌باشد.

## جمعیت
بر پایه سرشماری عمومی نفوس و مسکن در سال ۱۳۹۵، جمعیت این روستا برابر با ۲٬۹۱۲ نفر (۶۴۲ خانوار) بوده‌است.